# Cephalodella vitella
Cephalodella vitella is een raderdiertjessoort uit de familie Notommatidae. De wetenschappelijke naam van deze soort is voor het eerst geldig gepubliceerd in 1956 door Wulfert.